# Aisne (département)
Pour les articles homonymes, voir Aisne.
L'Aisne (/ɛn/) est un département français situé dans la région Hauts-de-France, qui tient son nom de la rivière éponyme qui le traverse. Son chef-lieu est Laon, et ses sous-préfectures Soissons, Saint-Quentin, Château-Thierry et Vervins. Il fait partie de l'ancienne région administrative de Picardie, culturelle et historique de Picardie au nord, et de Champagne au sud.
L’Aisne est un département aux paysages variés, alternant vastes plaines agricoles, vallées verdoyantes et massifs forestiers, notamment dans le Laonnois et le Soissonnais. Son patrimoine naturel et architectural en fait un territoire marqué par une histoire riche, où se côtoient villages pittoresques, édifices médiévaux et traces des grandes périodes de l’Histoire de France. La cathédrale de Laon, perchée sur sa colline, est un témoignage emblématique de l’architecture gothique, tandis que Château-Thierry illustre l’héritage littéraire du département en tant que ville natale de Jean de La Fontaine. Saint-Quentin illustre le style art-déco, tandis que Soissons illustre l'architecture médiévale.
L’Aisne bénéficie d’une situation géographique favorable, à la croisée des axes reliant la région parisienne et Paris au sud, Reims à l'est et Lille au nord, ce qui lui permet d’entretenir des échanges économiques et culturels dynamiques avec ces grandes métropoles. 
Différents équipements existent, et permettent le développement du tourisme : le familistère de Guise, Center Parcs domaine de l'Ailette, la Cité internationale de la langue française, le donjon de Septmonts, la caverne du Dragon. Dans sa partie sud, près de Château-Thierry, des vignobles existent.
L'Insee et La Poste lui attribuent le code 02. 

## Gentilé
Les habitants du département de l'Aisne sont appelés les Axonais et Axonaises. Ce gentilé est formé sur le nom celte de la rivière Aisne : Axona.

## Géographie

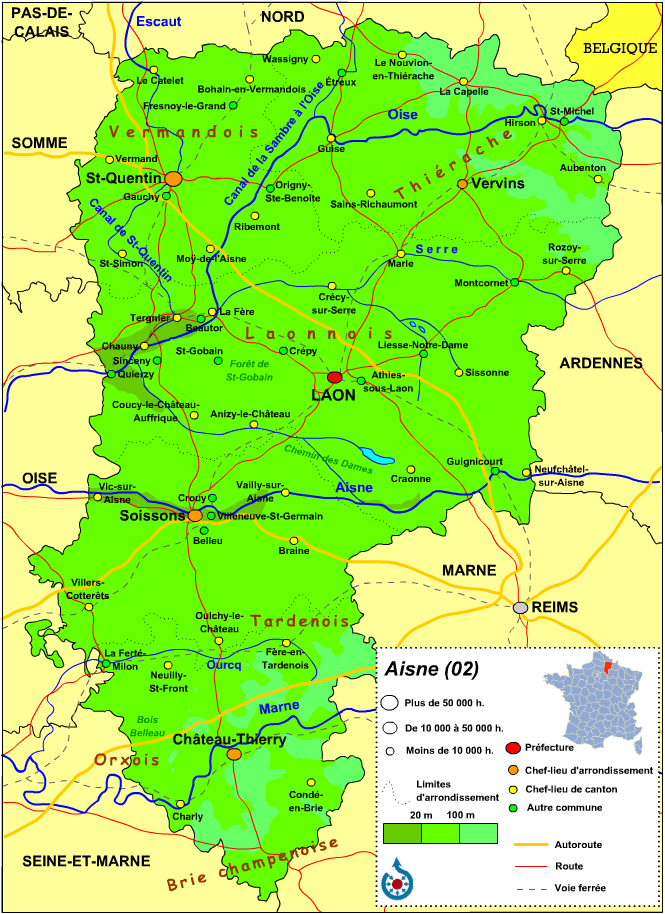
Carte de l'Aisne.

L'Aisne est entourée par les départements du Nord, de la Somme, de l'Oise, de Seine-et-Marne, de la Marne et des Ardennes, ainsi que par la Belgique.
Selon le recensement de 2003, la surface boisée du département est de 123 392 hectares, soit 16,6 % pour une moyenne métropolitaine de 27,4 %.
Villes principales : Laon (préfecture), Saint-Quentin, Soissons, Château-Thierry, Tergnier, Chauny, Hirson, Villers-Cotterêts, La Fère, Vervins et Guise.
Cours d'eau : l'Escaut (qui prend sa source près du Catelet), l'Aisne, la Marne, l'Ourcq, la Vesle, la Somme qui prend naissance à Fonsomme, l'Oise, la Serre. Dans le sud du département, on trouve le Surmelin, la Verdonnelle et la Dhuys (cette rivière fut canalisée dans l'aqueduc de la Dhuis de 131 km pour alimenter en eau potable Paris depuis le 1er octobre 1865, et uniquement le parc de loisirs de Marne-la-Vallée plus récemment).
Le point culminant du département se situe au Nord-est d'Hirson dans la forêt domaniale de Saint-Michel au lieu-dit « La Réserve » près de la frontière belge à 289 m d'altitude.

Paysages de l'Aisne :
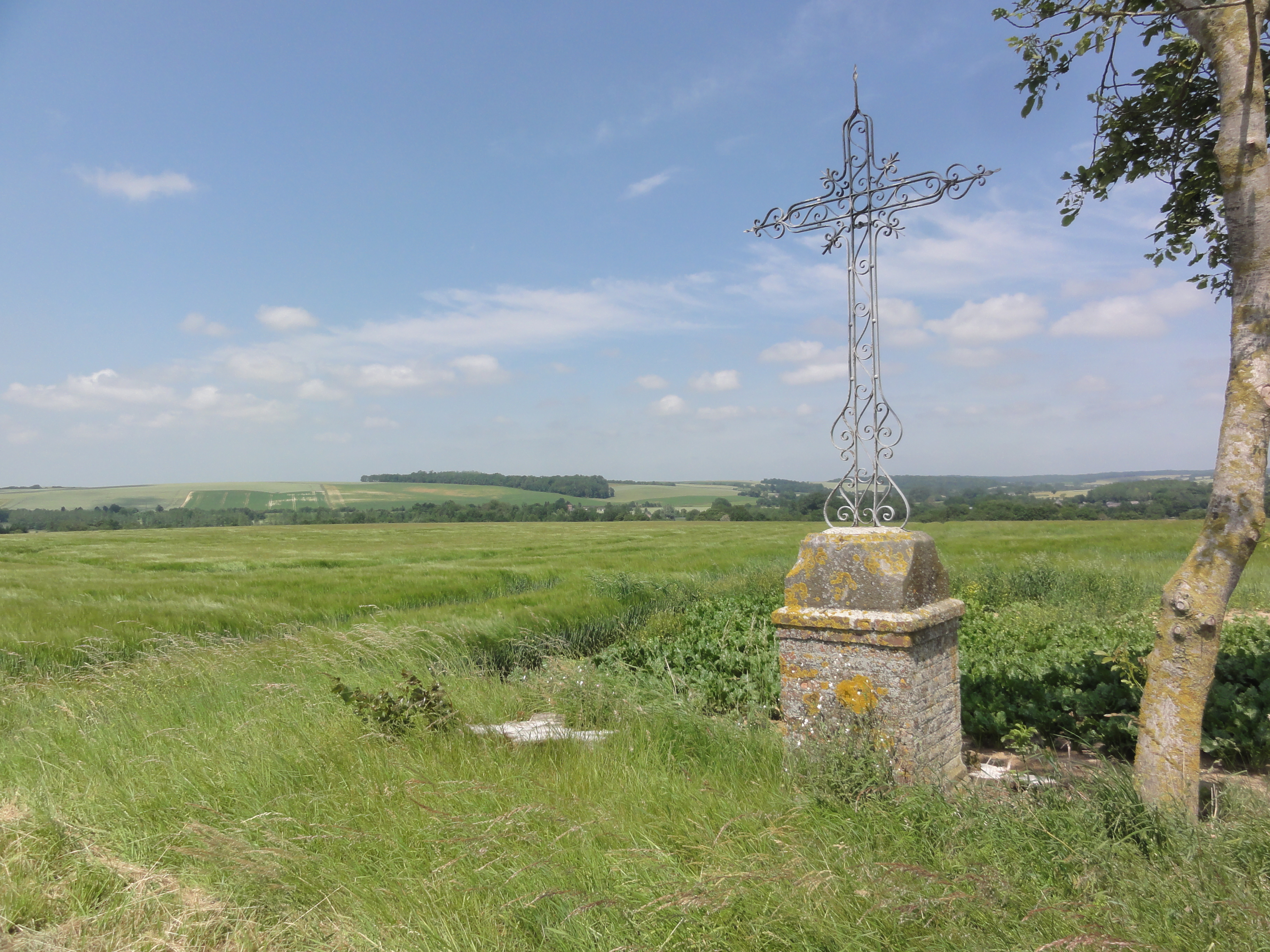
Rogny, dans le nord-est.
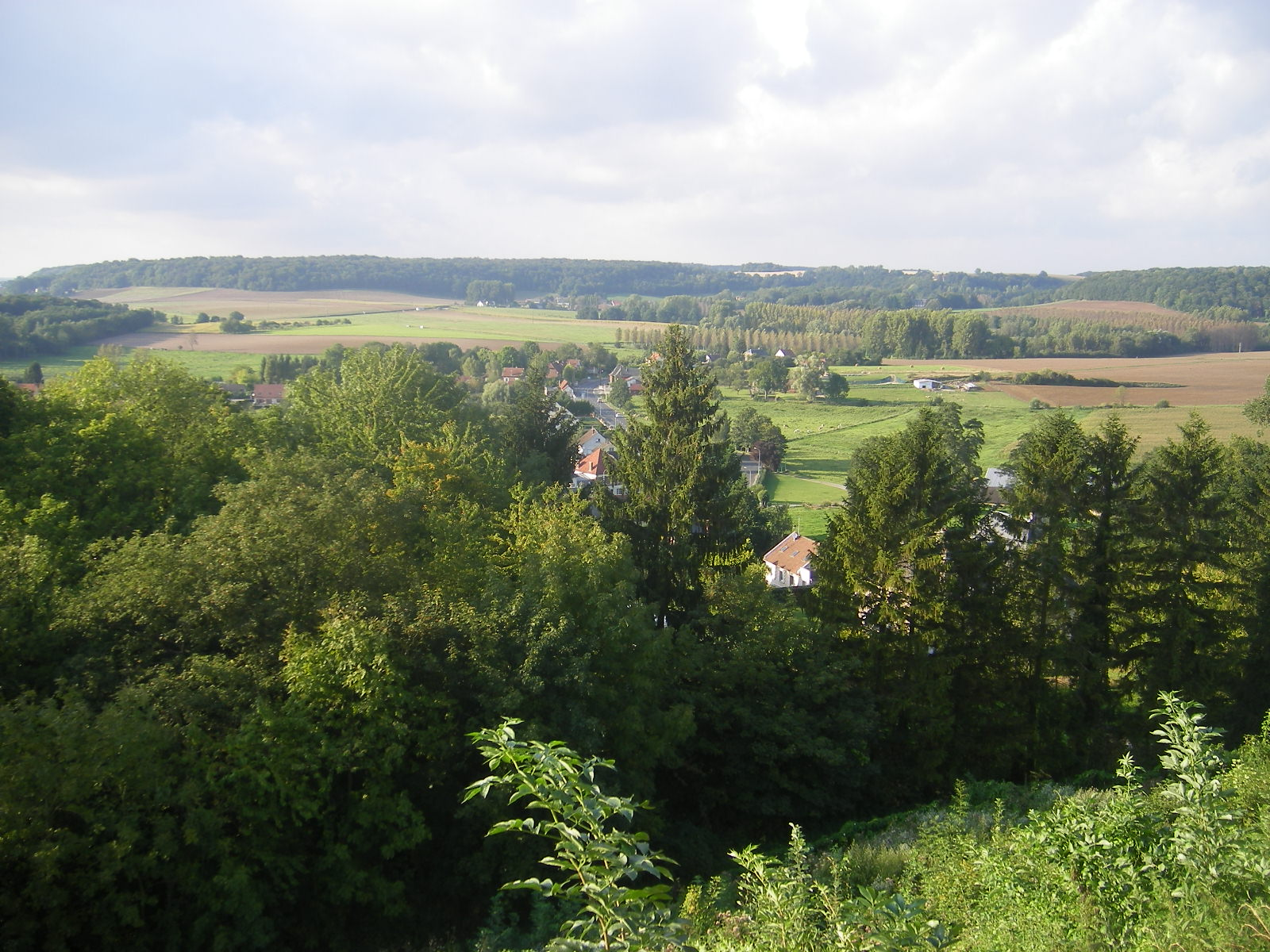
Coucy-le-Château-Auffrique, dans le centre-ouest.
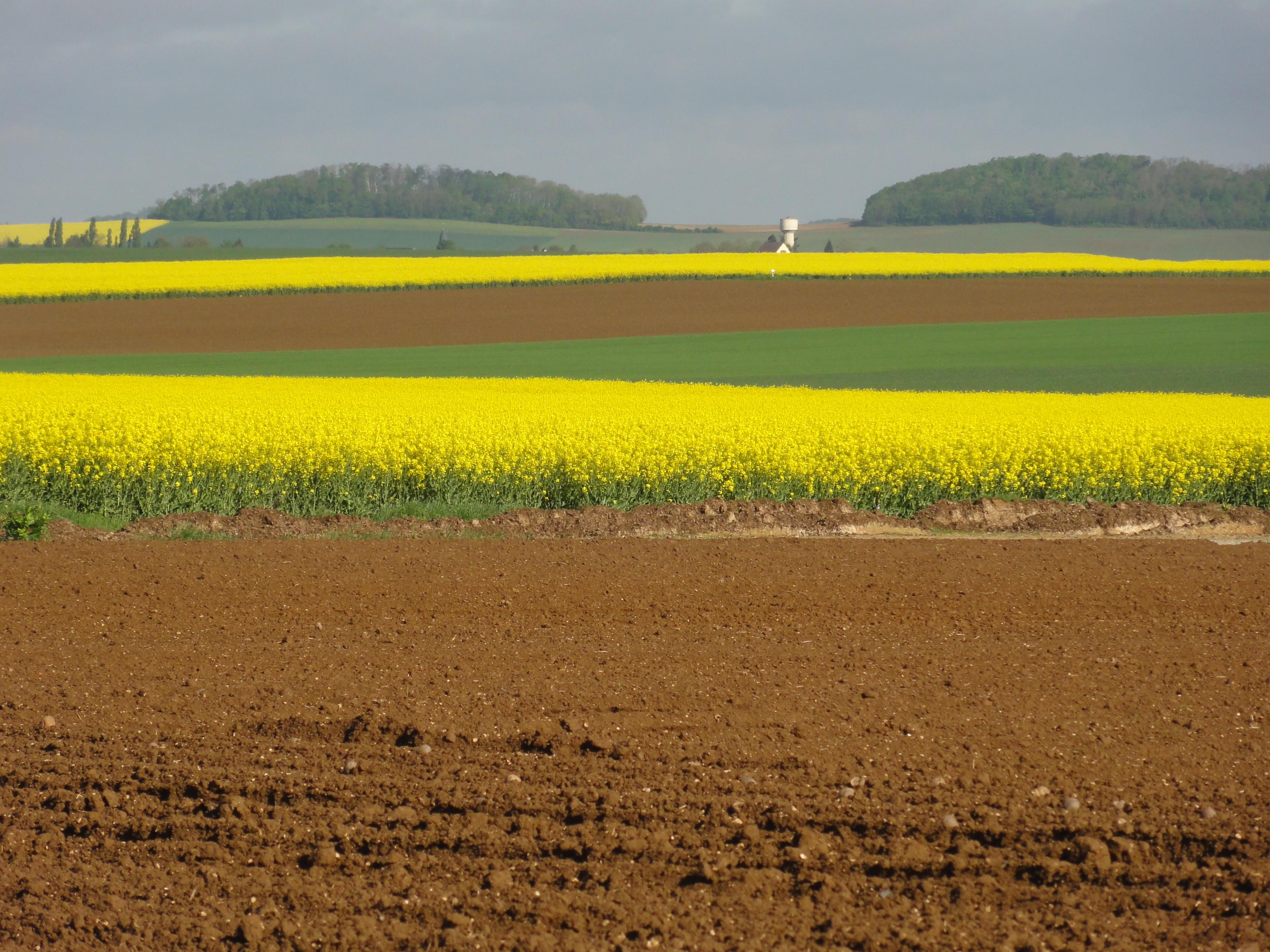
Monceau-le-Waast, dans le centre.
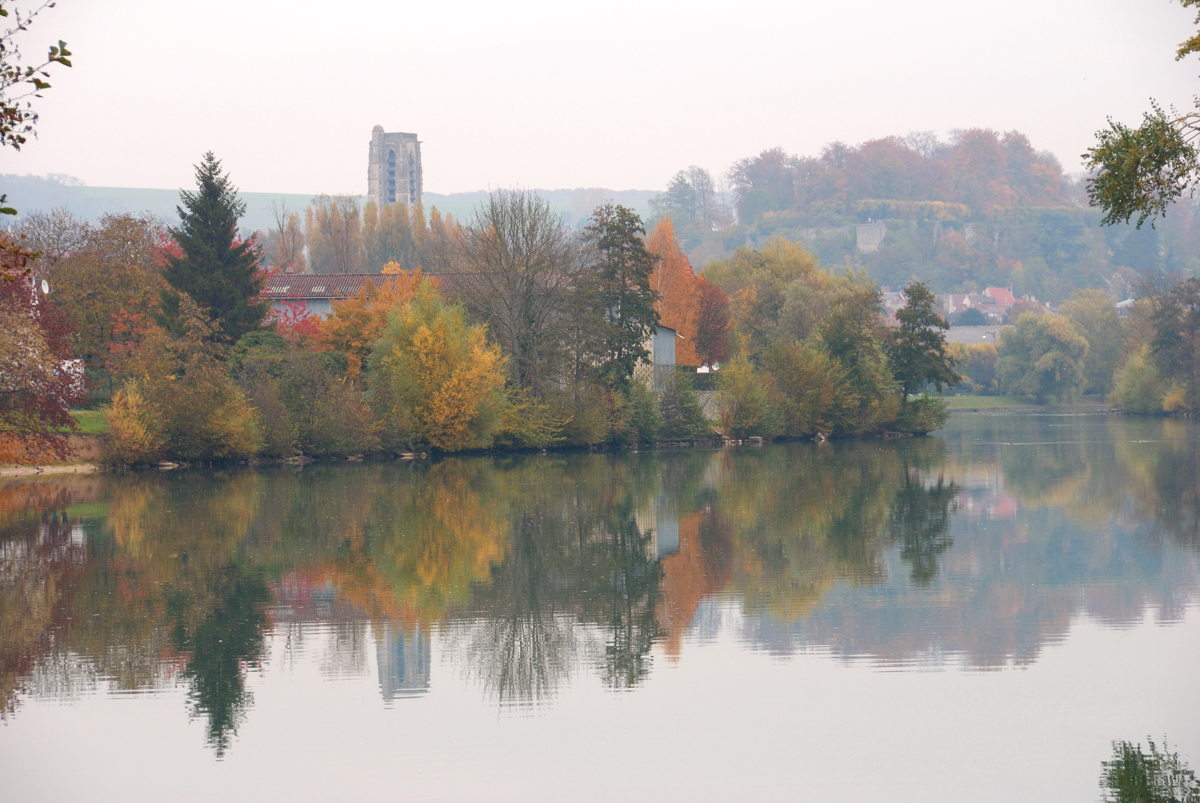
Château-Thierry et la Marne, dans le sud.

|                | Nord Province de Hainaut ( Belgique) |                                        |
| Somme Oise     | Aisne                                | Ardennes (Grand-Est) Marne (Grand-Est) |
| Seine-et-Marne |                                      |                                        |

## Transports
Canaux : le département est traversé par de nombreux canaux (par exemple le canal de Saint-Quentin, 93 km).
Le département est traversé par quatre lignes de chemin de fer au départ de Paris, les deux premières de la gare du Nord et les deux autres de la gare de l'Est :
- la ligne de Paris à Maubeuge, qui dessert notamment les villes de Chauny, Tergnier et Saint-Quentin ;
- la ligne de Paris à Laon, qui dessert notamment les villes de Soissons, d'Anizy-le-Château et de Laon (préfecture) ;
- la ligne de Paris à Strasbourg, qui dessert notamment la ville de Château-Thierry ;
- la LGV Est européenne.

En 1873, le département de l'Aisne possédait déjà dix chemins de fer représentant un développement total de 382 km.

## Histoire

L'Aisne et les gouvernements généraux qui occupaient son territoire avant 1790 : ceux de Champagne, d'Île-de-France et de Picardie.

Carte de l'Aisne (1790).

L'Aisne fut l'un des 83 départements créés en 1790. Son découpage et son établissement furent confiés par Louis XVI à Jean Charles Joseph Hyacinthe de Sars, futur maire de Laon en 1800. Il fut constitué de territoires issus des anciens Gouvernements militaires puis civils de l'Île-de-France (Laonnois, Soissonnais, Noyonnais, Valois), de la Champagne (Brie, Omois) et de Picardie (Thiérache, Vermandois). Il est à préciser que les territoires issus du Gouvernement d'Île-de-France ont souvent été cités comme étant issus de la province de Picardie.

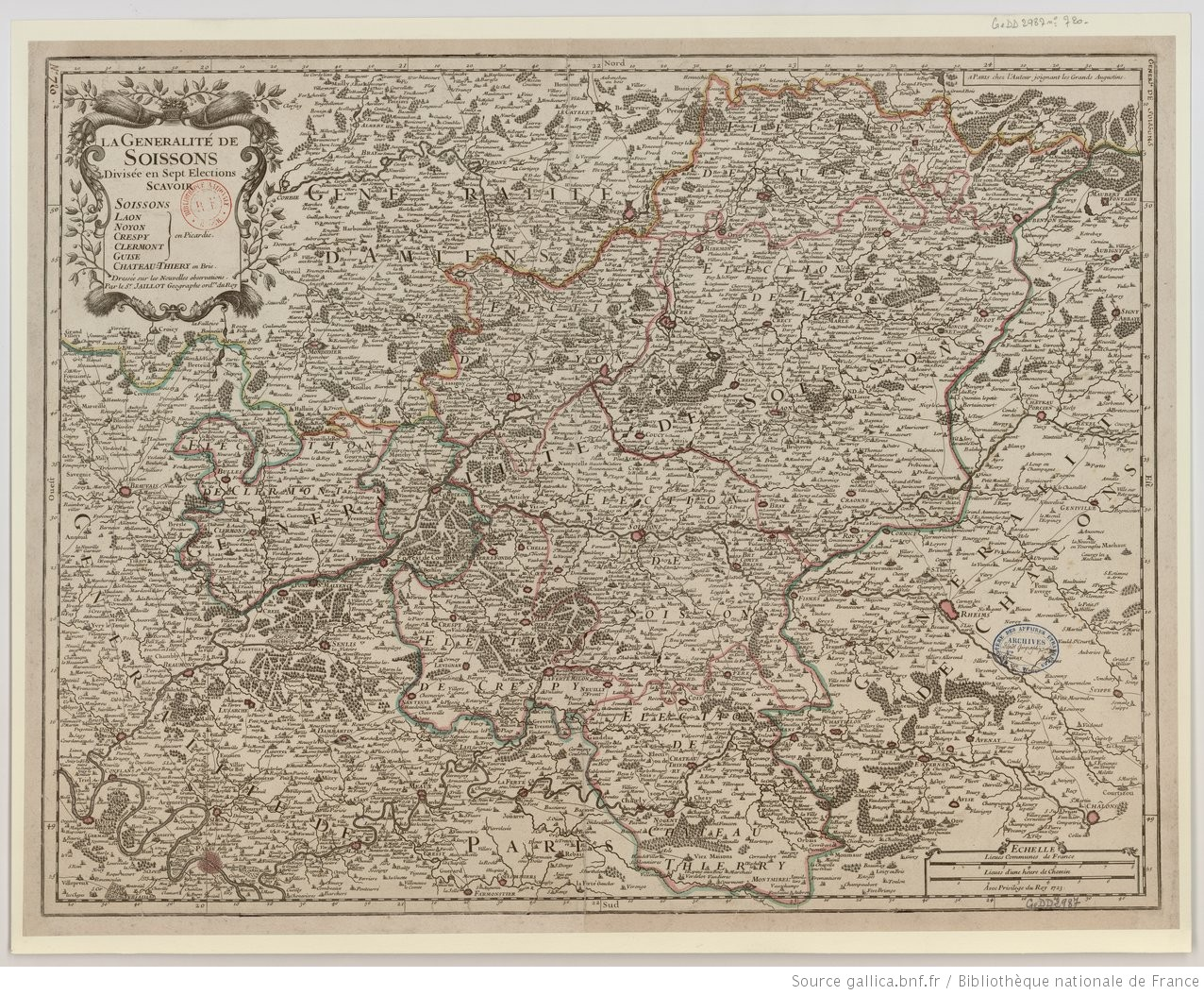
Carte datant de 1723 de la généralité de Soissons, indiquant la province d'origine de chaque élection, toutes sont issues de la Picardie à l'exception de Château-Thierry, provenant de la Brie.

Le territoire du département regroupe la principale partie de la généralité de Soissons créée en 1595 (élections de Soissons, Laon, Guise...), et le territoire de l'élection de Saint-Quentin pris à la généralité d'Amiens. La généralité de Soissons comptait sept élections : Clermont-en-Beauvaisis, Crépy-en-Valois, Guise, Noyon, Laon et Soissons qui sont issues de Picardie tandis que Château-Thierry est issue de la Brie (pays traditionnel de Champagne).
De 1791 à 1793, les six districts (Saint-Quentin, Vervins, Laon, Chauny, Soissons et Château-Thierry) du département de l'Aisne fournirent cinq bataillons de volontaires nationaux :

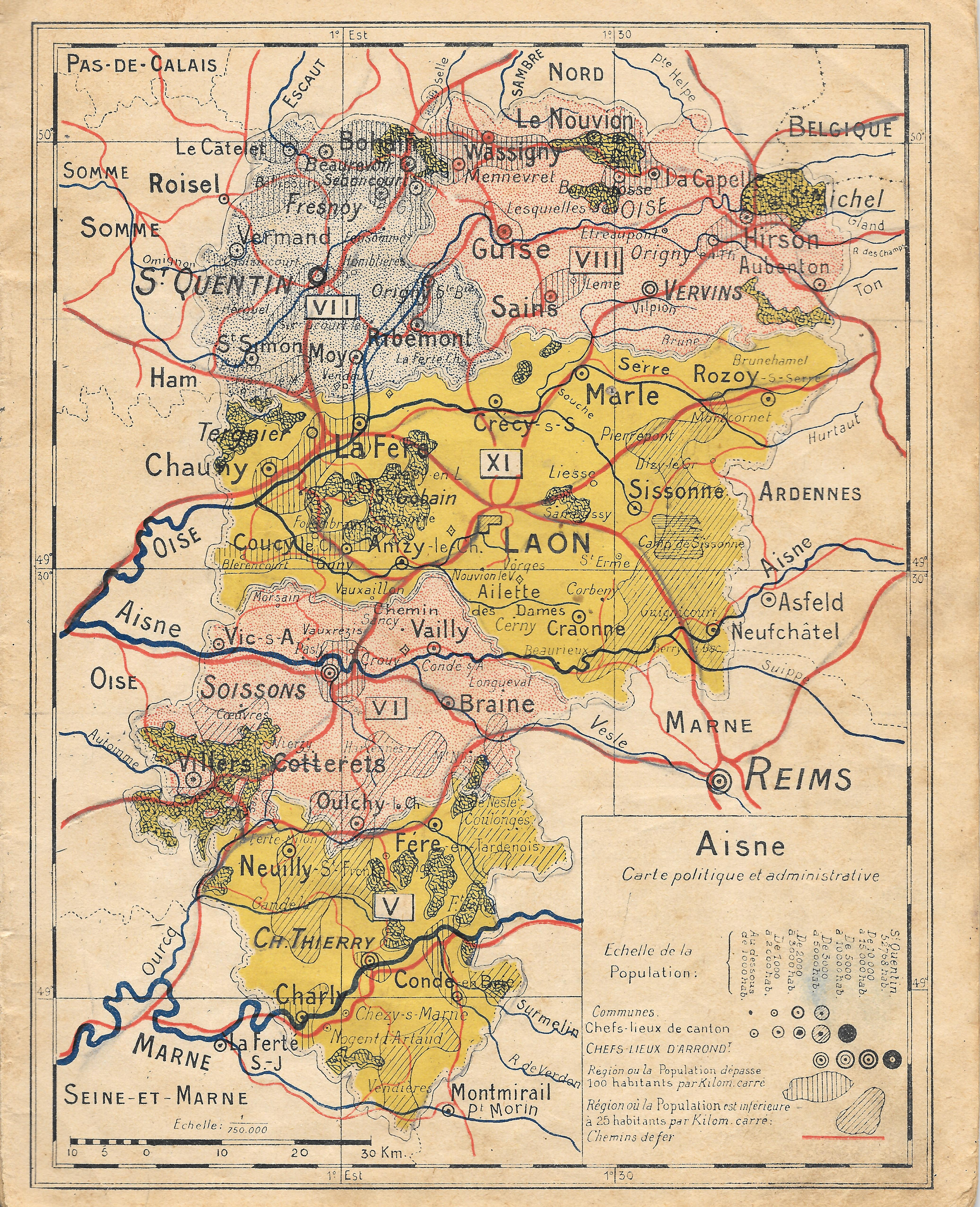
Carte des principales agglomérations de l'Aisne en 1950.
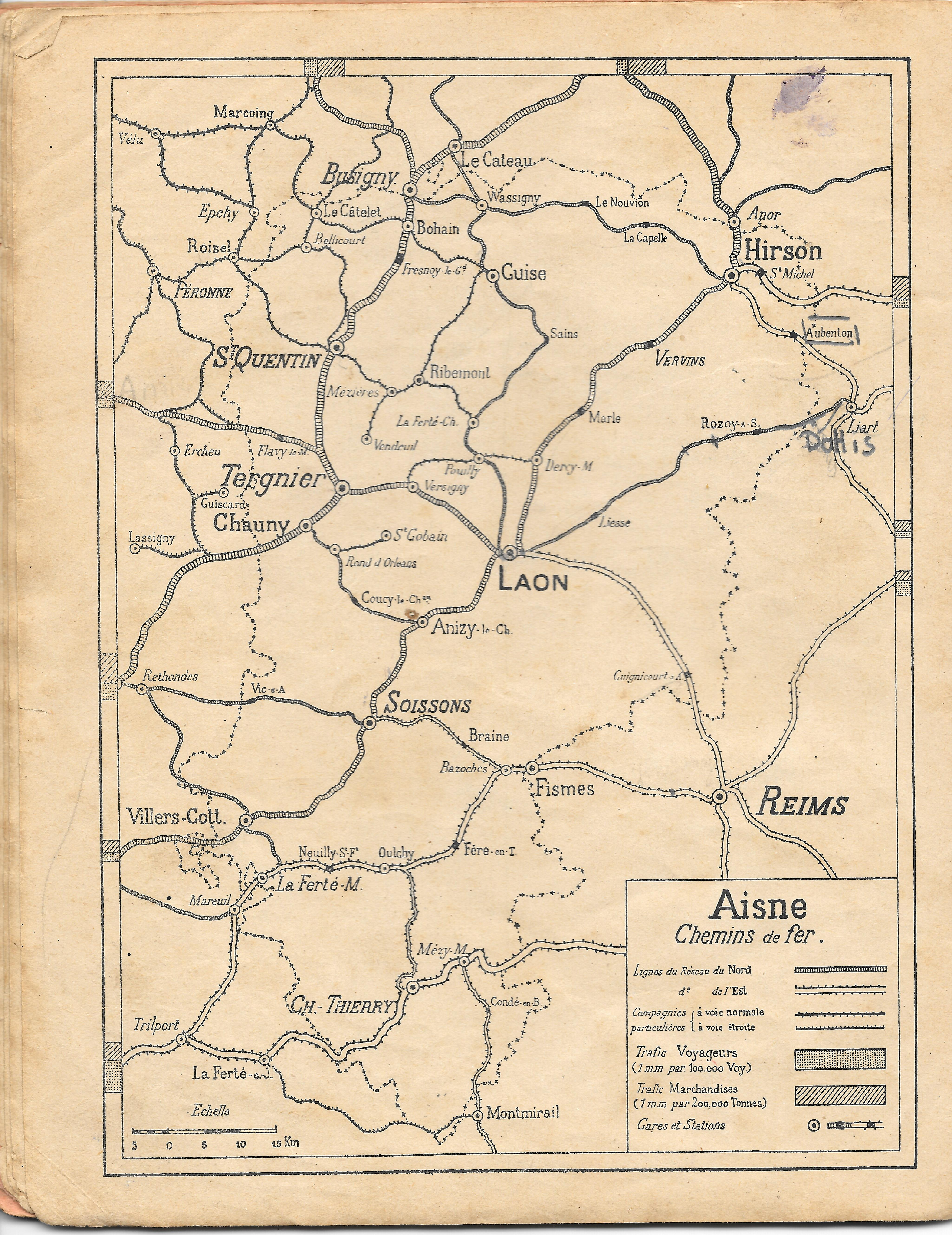
Carte des lignes de chemin de fer vers 1950.
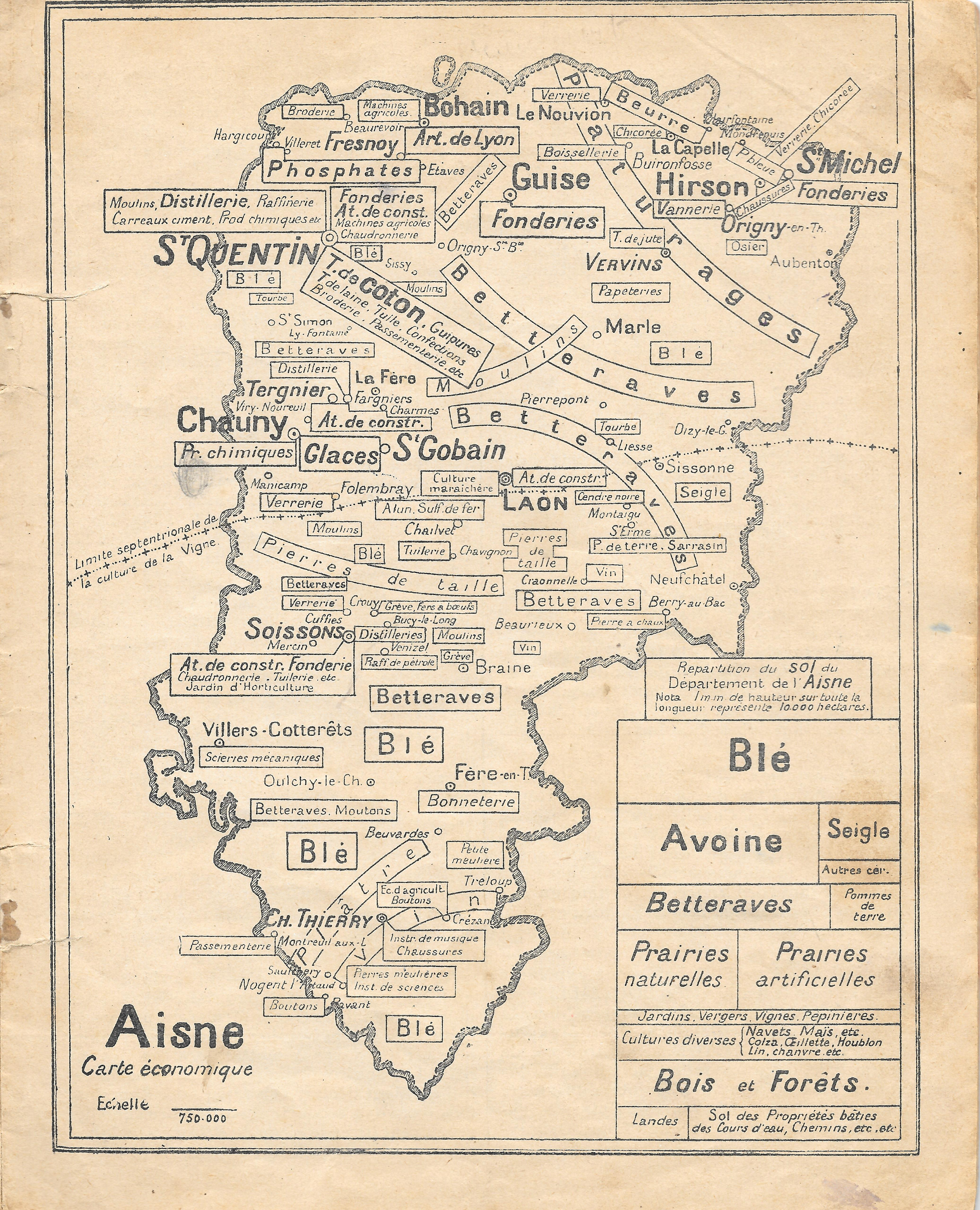
Carte économique du département de l'Aisne vers 1950.

A partir de 1960, le département est intégré à la région administrative Picardie regroupant deux autres départements, la Somme et l'Oise. Au 1er janvier 2016 la région Picardie, à laquelle appartenait le département, fusionne avec la région Nord-Pas-de-Calais pour devenir la nouvelle région administrative Hauts-de-France.

### Héraldique
| Blason | Blasonnement : Coupé, en 1 d’or aux trois bandes d’azur et au 2 d’azur à la bande d’argent côtoyée de deux doubles cotices potencées et contre-potencées d’or ; à la fasce ondée d’argent brochant sur la partition. Commentaires : le blason de l'Aisne combine les armoiries de l'ancien comté de Ponthieu en 1 avec celles de l'ancienne province de Champagne en 2. La fasce ondée représente la rivière homonyme. |

Ce blason n'est qu'une proposition de Robert Louis, et n'a pour l'instant pas de valeur officielle. Il rappelle la Picardie par un de ses comtés historiques à savoir le comté de Ponthieu, bien qu'il ne se soit jamais étendu sur le territoire de l'Aisne. Le comté historiquement picard du département est en fait le Vermandois qui s'étendait sur Laon, Soissons et Saint-Quentin à une certaine époque. La Brie autour de Château-Thierry est aussi rappelée par les armoiries du comté de Champagne.

## Politique
Mélange de zones rurales et de villes ouvrières, lieu de résidence pour certaines familles travaillant à Paris ou en Île-de-France, l'Aisne est historiquement un département plutôt orienté à gauche mais on constate, depuis les années 2000, une forte progression du vote Front national et du taux d'absentéisme.

## Administration
L'Aisne est divisée en cinq arrondissements qui sont subdivisés en 21 cantons. Le département compte 798 communes et cinq circonscriptions législatives.
- Liste des communes françaises ayant changé de nom au cours de la Révolution
- Liste des anciennes communes de l'Aisne
- Liste des députés de l'Aisne
- Liste des sénateurs de l'Aisne
- Liste des conseillers départementaux de l'Aisne
- Liste des circonscriptions législatives de l'Aisne
- Liste des préfets de l'Aisne
- Liste des intercommunalités de l'Aisne en 2019

## Démographie

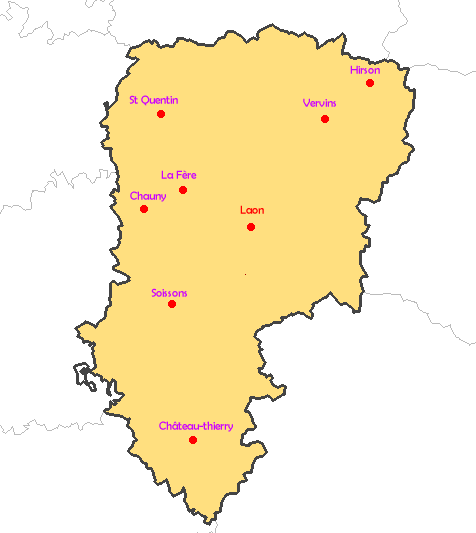
Les principales agglomérations du département.

L'Aisne comprend une seule ville moyenne (Saint-Quentin) et trois petites villes (Soissons, Laon et Château-Thierry), auxquelles on peut ajouter l'ensemble formé par Chauny et Tergnier. Mais, il y a encore beaucoup d'autres agglomérations de caractère urbain, car l'Aisne était densément peuplée avant le XIXe siècle. Les villages sont très nombreux et plutôt petits.
L'Aisne a perdu un peu de sa population dans la seconde moitié du XIXe siècle, en raison de l'exode rural, pourtant limité par le développement industriel du nord du département (Saint-Quentinois, Chaunois, Thiérache).
Très affecté par la Première Guerre mondiale, le département a vu sa population augmenter légèrement pour retrouver à peu près son niveau de 1900. Depuis une trentaine d'années, le déclin industriel a entraîné une stagnation de la population (526 346 habitants en 1968, 535 489 en 1999). Seul le Sud-Ouest du département, proche de l'agglomération parisienne, connaît encore la croissance démographique.

### Évolution démographique
En 2022, le département comptait 525 558 habitants, en évolution de −1,97 % par rapport à 2016 (France hors Mayotte : +2,11 %).
| 1791    | 1801    | 1806    | 1821    | 1826    | 1831    | 1836    | 1841    | 1846    |
| ------- | ------- | ------- | ------- | ------- | ------- | ------- | ------- | ------- |
| 407 905 | 425 981 | 442 726 | 459 666 | 489 460 | 513 000 | 527 095 | 542 213 | 557 422 |

| 1851    | 1856    | 1861    | 1866    | 1872    | 1876    | 1881    | 1886    | 1891    |
| ------- | ------- | ------- | ------- | ------- | ------- | ------- | ------- | ------- |
| 558 989 | 555 539 | 564 597 | 565 025 | 552 439 | 560 427 | 556 891 | 555 925 | 545 493 |

| 1896    | 1901    | 1906    | 1911    | 1921    | 1926    | 1931    | 1936    | 1946    |
| ------- | ------- | ------- | ------- | ------- | ------- | ------- | ------- | ------- |
| 541 513 | 535 583 | 534 495 | 530 226 | 421 515 | 489 022 | 489 368 | 484 647 | 453 411 |

| 1954    | 1962    | 1968    | 1975    | 1982    | 1990    | 1999    | 2006    | 2011    |
| ------- | ------- | ------- | ------- | ------- | ------- | ------- | ------- | ------- |
| 487 068 | 512 920 | 526 346 | 533 862 | 533 970 | 537 259 | 535 489 | 537 061 | 541 302 |

| 2016    | 2021    | 2022    | - | - | - | - | - | - |
| ------- | ------- | ------- | - | - | - | - | - | - |
| 536 136 | 527 468 | 525 558 | - | - | - | - | - | - |

### Pyramide des âges
| Hommes | Classe d’âge | Femmes |
| ------ | ------------ | ------ |
| 0,7    | 90 ou +      | 1,9    |
| 6,7    | 75-89 ans    | 9,5    |
| 18,1   | 60-74 ans    | 18,8   |
| 20,2   | 45-59 ans    | 19,6   |
| 18,1   | 30-44 ans    | 17,5   |
| 17,1   | 15-29 ans    | 15,2   |
| 19,2   | 0-14 ans     | 17,6   |

| Hommes | Classe d’âge | Femmes |
| ------ | ------------ | ------ |
| 0,5    | 90 ou +      | 1,5    |
| 5,6    | 75-89 ans    | 8,5    |
| 15,9   | 60-74 ans    | 17,1   |
| 19,8   | 45-59 ans    | 19     |
| 19,1   | 30-44 ans    | 18,4   |
| 19,2   | 15-29 ans    | 17,6   |
| 19,9   | 0-14 ans     | 17,9   |

### Population des communes
| Nom                  | Code Insee | Intercommunalité                   | Superficie (km2) | Population (dernière pop. légale) | Densité (hab./km2) | Modifier                                    |
| -------------------- | ---------- | ---------------------------------- | ---------------- | --------------------------------- | ------------------ | ------------------------------------------- |
| Saint-Quentin        | 02691      | CA du Saint-Quentinois             | 22,56            | 52 995 (2022)                     | 2 349              | modifier les données · modifier les données |
| Soissons             | 02722      | CA GrandSoissons Agglomération     | 12,32            | 28 667 (2022)                     | 2 327              | modifier les données · modifier les données |
| Laon                 | 02408      | CA du Pays de Laon                 | 42,00            | 24 066 (2022)                     | 573                | modifier les données · modifier les données |
| Château-Thierry      | 02168      | CA de la Région de Château-Thierry | 16,55            | 15 068 (2022)                     | 910                | modifier les données · modifier les données |
| Tergnier             | 02738      | CA Chauny-Tergnier-La Fère         | 17,95            | 13 261 (2022)                     | 739                | modifier les données · modifier les données |
| Chauny               | 02173      | CA Chauny-Tergnier-La Fère         | 13,28            | 11 456 (2022)                     | 863                | modifier les données · modifier les données |
| Villers-Cotterêts    | 02810      | CC Retz-en-Valois                  | 41,71            | 10 376 (2022)                     | 249                | modifier les données · modifier les données |
| Hirson               | 02381      | CC des Trois Rivières              | 33,77            | 8 565 (2022)                      | 254                | modifier les données · modifier les données |
| Bohain-en-Vermandois | 02095      | CC du Pays du Vermandois           | 31,74            | 5 724 (2022)                      | 180                | modifier les données · modifier les données |
| Gauchy               | 02340      | CA du Saint-Quentinois             | 6,24             | 5 197 (2022)                      | 833                | modifier les données · modifier les données |
| Guise                | 02361      | CC Thiérache Sambre et Oise        | 16,13            | 4 510 (2022)                      | 280                | modifier les données · modifier les données |
| Belleu               | 02064      | CA GrandSoissons Agglomération     | 4,53             | 3 624 (2022)                      | 800                | modifier les données · modifier les données |
| Saint-Michel         | 02684      | CC des Trois Rivières              | 42,20            | 3 222 (2022)                      | 76                 | modifier les données · modifier les données |
| Crouy                | 02243      | CA GrandSoissons Agglomération     | 10,38            | 3 041 (2022)                      | 293                | modifier les données · modifier les données |
| Fresnoy-le-Grand     | 02334      | CC du Pays du Vermandois           | 15,07            | 2 915 (2022)                      | 193                | modifier les données · modifier les données |

### Unités urbaines
Selon le découpage effectué en 2010 par l'INSEE, trente-deux unités urbaines sont centrées sur une commune du département : quinze communes isolées, sept agglomérations bi-communales, et dix petites agglomérations composées de trois à huit communes. Les unités urbaines regroupant plus de 5 000 habitants sont :
| Rang | Nom de l'unité urbaine | Population municipale (2012) | Nombre de communes (dont villes-centres) |
| ---- | ---------------------- | ---------------------------- | ---------------------------------------- |
| 1    | Saint-Quentin          | 65 501                       | 6                                        |
| 2    | Soissons               | 42 602                       | 8                                        |
| 3    | Laon                   | 29 537                       | 3                                        |
| 4    | Tergnier               | 22 906                       | 7                                        |
| 5    | Château-Thierry        | 21 051                       | 6                                        |
| 6    | Chauny                 | 17 719                       | 6                                        |
| 7    | Villers-Cotterêts      | 10 669                       | 1                                        |
| 8    | Hirson                 | 10 228                       | 2                                        |
| 9    | Charly-sur-Marne       | 7 023                        | 5                                        |
| 10   | Bohain-en-Vermandois   | 5 841                        | 1                                        |
| 11   | Guise                  | 5 182                        | 1                                        |

### Aires urbaines
Selon le découpage effectué en 2010 par l'INSEE, l'Aisne compte onze aires urbaines. 134 communes du département appartiennent aux aires urbaines de Reims (67), Paris (66) et Ham (1).
| Rang | Nom de l'aire urbaine         | Population municipale (2012) | Nombre de communes     |
| ---- | ----------------------------- | ---------------------------- | ---------------------- |
| 1    | Aire urbaine de Saint-Quentin | 111 474                      | 99 (dont une en Somme) |
| 2    | Soissons                      | 63 298                       | 63                     |
| 3    | Laon                          | 52 555                       | 75                     |
| 4    | Château-Thierry               | 34 750                       | 35                     |
| 5    | Tergnier                      | 22 906                       | 7                      |
| 6    | Chauny                        | 20 196                       | 10                     |
| 7    | Hirson                        | 10 416                       | 3                      |
| 8    | Guise                         | 6 602                        | 4                      |
| 9    | Bohain-en-Vermandois          | 5 841                        | 1                      |
| 10   | Vervins                       | 4 724                        | 7                      |
| 11   | Le Nouvion-en-Thiérache       | 2 801                        | 1                      |

## Économie
L'exploitation des "cendrières" (gisements de lignites) et usines vitrioliques, jusqu'au début de la Première Guerre mondiale, est un élément du patrimoine culturel et économique du département, à la fois par sa durée (150 ans), le nombre de communes (95) et de sites concernés. L'utilisation, comme engrais, des cendres noires issues de la combustion du lignite, est liée au développement de l’agriculture scientifique moderne, ainsi qu’à celui de l’industrie chimique. Cette dernière activité était importante au niveau national ; dans un rapport de 1867, Mr Jacquemard indique que sur 13 usines produisant de l’alun en France, 7 se trouvaient dans l’Aisne, assurant plus de la moitié de la production française.
En 2019, le taux de chômage est de 12,2 % et 19 % des habitants vivent en dessous du seuil de pauvreté.

## Culture

### Langue
Le département comprend plusieurs zones linguistiques : picard au nord ; champenois dans le sud ; français d'Île-de-France, au centre et au sud.
Cette coupure linguistique expliquait sans doute la difficulté pour les habitants du Sud de l'Aisne de s'identifier comme appartenant à la région Picardie.
D'après Abel Hugo, en 1835, la langue française était en usage dans tout le département, à l'exception de quelques cantons reculés ; le français était à cette époque parlé assez correctement. Quelques années auparavant, le langage des campagnes était beaucoup plus rude.

### Gastronomie
- Cuisine rustique. Le Nord du département est une zone d'élevage, on y trouve des produits à base de lait de vache comme le maroilles ou la confiture de lait. On trouve également des spécialités typiquement picardes, comme la ficelle picarde, sorte de crêpe roulée additionnée de fromage fondu, béchamel, jambon et champignons. Le foie gras est un produit développé en Thiérache ; il est de qualité.
- Le porc d'antan de l'Aisne, le porc des plaines et leurs dérivés (jambon sec de l'Aisne, tripes de Thiérache, entre autres) sont reconnus.
- Dans tout le département, des producteurs élèvent des volailles fermières et présentent leurs dérivés (pâtés, terrines, aiguillettes, confits, découpe), sur le réseau « Bienvenue à la Ferme ».
- Le gibier.
- Dans les condiments, on trouve le confit d'oignons de l'Aisne, le vinaigre de cidre de la Thiérache.
- Les « Logis », les « Bistrots de Pays », la tourte aux poireaux, la soupe et le velouté au potiron, la crème soissonnaise ou soupe de Soissons, la tarte au maroilles, le filet mignon au maroilles, le porc au lait, les tripes au maroilles et au cidre, le lapin au cidre, échalotes et oignons, lard fumé et champignons, de la Thiérache, le sauté de lapin à la picarde, la salade au lard, les paupiettes de dindonneau à la picarde, le soissoulet ou cassoulet aux haricots de Soissons et canard fermier, le hochepot picard ou pot au feu régional, les rissoles de Coucy ou rissolles laonnoises, le fromage maincamp de Quierzy, le fromage Chauny, les fromages de Thiérache : le dauphin, la baguette de Thiérache, le losange, les jus de pomme et de poire, le poiré.
- Le haricot de Soissons, les pavés de Laon, les croustillons picards du Saint-Quentinnois, les biscuits P'tio Crac'lin de Bohain-en-Vermandois, les cugnots ou brioches de Saint-Quentin, les confitures et gelées artisanales.
- La culture de fruits rouges (fraises, cerises, framboises) commence à s'y développer dans le Laonnois et la Thiérache.
- Des événements rythment l'actualité gastronomique du département : foires aux fromages (La Capelle), au boudin (Saint-Quentin). Les dégustations sur les brocantes et marchés sont de nombreuses occasions de découvrir des produits locaux dans une ambiance traditionnelle.
- Dans le Sud, les haricots de Soissons, les champignons de Paris et la route touristique du champagne, où certains champagnes produits dans la région de Château-Thierry sont au même titre que le maroilles reconnus par une appellation d'origine contrôlée (AOC).
- Le cidre fermier de Thiérache et son eau-de-vie, la « Folie Douce » (apéritif à base de fruits rouges), le pétillant au cidre, la fabrication de la bière (surtout artisanale).
- Des élevages d'abeilles.

## Personnalités liées à l'Aisne

### Rois et reines
- Charlemagne, roi des Francs et empereur, lieu de naissance supposé à Quierzy.
- Berthe au grand pied ou Bertrade de Laon (v720-783), née près de Laon, épouse de Pépin le Bref et mère de Charlemagne.
- Carloman Ier, roi des Francs et frère de Charlemagne, est né à Soissons en 751 et mort en 771 à Samoussy.
- Lothaire (roi des Francs) (941-986), né à Laon, roi des Francs de 954 à 986.
- Clovis Ier, roi des Francs, pour son rôle dans l'épisode du vase de Soissons.
- François Ier, à l'origine de l'ordonnance de Villers-Cotterêts (1539) sur l'usage de la langue française.

### Personnalités historiques
- Charles Martel, maire du Palais, grand-père de Charlemagne, mort en 741 dans la résidence royale de Quierzy.
- Henri Ier de Guise (1550-1588), dit le Balafré, duc de Guise, chef la Ligue catholique et principal opposant à Henri III et Henri IV pendant les guerres de Religion (France).
- Thomas de Marle, seigneur de Coucy.
- François-Noël Babeuf, dit Gracchus Babeuf (1760-1797), est natif de Saint-Quentin.
- Camille Desmoulins (1760-1794), révolutionnaire, est natif de Guise.
- Antoine Fouquier-Tinville (1746-1795), accusateur public du tribunal révolutionnaire est né à Hérouël aujourd'hui Foreste, près de Saint-Quentin.
- Saint-Just, de son nom complet Louis Antoine de Saint-Just (1767-1794), révolutionnaire proche de Robespierre a vécu une partie de sa jeunesse à Blérancourt et ailleurs dans l'Aisne.
- Nicolas de Condorcet (1743-1794), un philosophe, mathématicien et politologue natif de Ribemont.
- Guillaume-Benoît Houdet, avocat, député et maire de Château-Thierry (1800-1805).
- Jean Charbonnel (1927-2014), né à La Fère, homme politique.
- Jacques Pelletier (1929-2007), né à Villers-en-Prayères, homme politique.

### Écrivains
- Jean de la Fontaine est natif de Château-Thierry.
- Alexandre Dumas est natif de Villers-Cotterêts.
- Jean Racine est natif de La Ferté-Milon.
- Henri Martin (1810-1883), né à Saint-Quentin, historien, essayiste, romancier, homme politique.
- Arsène Houssaye (1814-1896), né à Bruyères-et-Montbérault, Écrivain, journaliste, critique littéraire, poète.
- Madeleine Zillhardt (1863-1950), née à Saint-Quentin, écrivaine et décoratrice.
- André Billy (1882-1971), né à Saint-Quentin, Écrivain, critique littéraire, journaliste.
- Marc Blancpain (1909-2001), né à Nouvion-en-Thiérache, Écrivain, romancier et journaliste.
- Nadine de Rothschild (1932-), née à Saint-Quentin, actrice et femme de lettres.
- Philippe Tesson (1928-2023), né à Wassigny, journaliste, écrivain, critique littéraire et dramatique, patron de presse.
- Albert Denisse (1868 -1946), brasseur et auteur d'un témoignage sur l'occupation de l'Aisne pendant la Grande Guerre
- Champfleury (écrivain), Jules François Félix Husson, dit Fleury, dit Champfleury (1821-1889), né à Laon, écrivain, journaliste, critique d'art, dramaturge, nouvelliste et romancier

### Artistes
- Les Frères Le Nain, peintres du XVIIe siècle, sont nés à Laon.
- Maurice Quentin de la Tour, peintre, est natif de Saint-Quentin. Il est représenté sur l'ancien billet de 50 francs Quentin de La Tour, avec l'hôtel de ville de Saint-Quentin (probable jeu de mots cinquante/Saint-Quentin)
- Paul et Camille Claudel sont natifs du Tardenois.
- Henri Matisse, peintre, a passé son enfance à Bohain-en-Vermandois.
- Léon Lhermitte (1844-1925), peintre naturaliste, né à Mont-Saint-Père, père du neurologue et psychiatre Jean Lhermitte (1877-1959) et arrière-grand-père de l'acteur Thierry Lhermitte.
- Jenny Zillhardt (1857-1939), peintre, est native de Saint-Quentin.
- Achille Jacopin est un sculpteur né en 1874 et mort en 1958 à Château-Thierry.

### Industriels
- Jean-Baptiste André Godin (1817-1888), un industriel et philanthrope français, créateur du familistère de Guise.
- Émile Dewoitine (1892-1979), né à Crépy (Aisne), Industriel et constructeur aéronautique français, considéré comme le père fondateur des usines toulousaines aérospatiales.

### Médecins
- Christian Cabrol, chirurgien cardiaque (première transplantation européenne en 1968), né le 16 septembre 1925 à Chézy-sur-Marne.
- Suzanne Noël, (1878-1924), née à Laon, docteure en médecine, chirurgienne, pionnière de la chirurgie esthétique réparatrice des blessures de guerre (1914-1918) et membre du mouvement féminin Soroptimist.

### Militaires
- Émile Driant (1855-1916), né à Neufchâtel-sur-Aisne, officier de la Grande Guerre, député de Nancy et héros de Verdun, mort au champ d'honneur.
- Le général Robert Nivelle, à l'origine de la bataille du Chemin des Dames.
- Charles de Gaulle, qui a commandé lors de la bataille de Montcornet.

### Hommes et femmes politiques
- Jean Pierre-Bloch
- René Dosière
- Xavier Bertrand

### Médias
- Kamini
- Nomi, actrice née à Saint-Quentin.
- Sébastien Cauet, animateur né à Saint-Quentin et qui a vécu à Marle.
- Philippe Etchebest (1966-), né à Soissons, chef cuisinier et animateur de télévision.

### Autres personnalités
- Jean Mermoz (1901-1936), né à Aubenton, aviateur.
- Ernest Lavisse (1892-1922), né à Nouvion-en-Thiérache, Historien, professeur d'université, écrivain.

## Tourisme

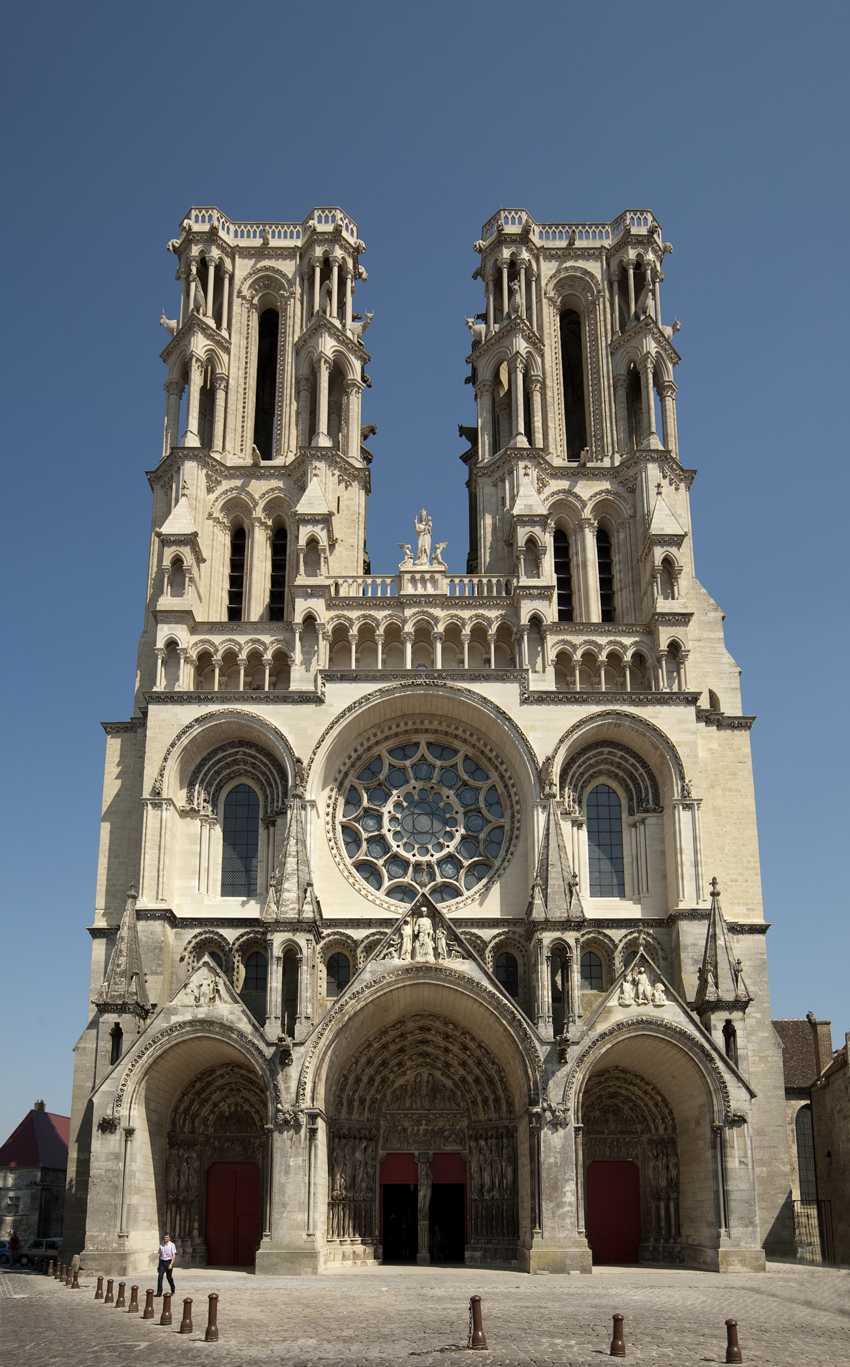
La cathédrale Notre-Dame de Laon.

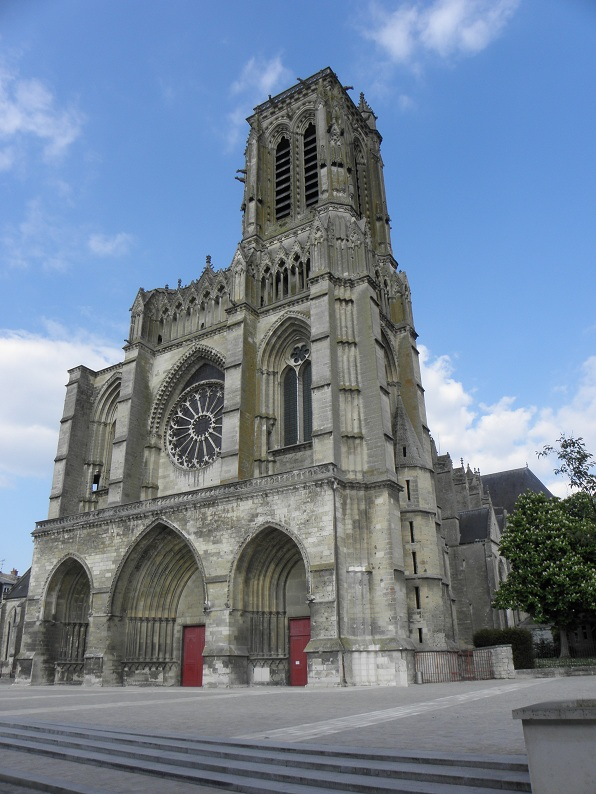
La cathédrale Saint-Gervais-et-Saint-Protais de Soissons.

En général, on admet le découpage touristique de ce département picard en cinq zones, du nord au sud :
- le Saint-Quentinois ;
- la Thiérache ;
- le Laonnois ;
- le Soissonnais ;
- l'Omois.

Le tourisme fluvial concerne en partie le canal de Saint-Quentin avec son touage électrique et ses deux tunnels (Lesdins et Riqueval / Vendhuile), et en partie le canal de l'Ourcq avec Port aux Perches.
En 2007, une grande infrastructure d'hébergement touristique, Center Parcs, s'est implantée sur le lac de l'Ailette, à deux pas de nombreux points touristiques comme la cathédrale de Laon, le chemin des Dames et le château de Coucy.
Parmi les nombreux lieux à découvrir, on peut citer :
- château de Villers-Cotterêts ;
- ruines du château médiéval, avec spectacle de rapaces à Château-Thierry ;
- château de Condé à Condé-en-Brie ;
- château de Coucy à Coucy-le-Château-Auffrique ;
- cathédrale Notre-Dame de Laon ;
- cathédrale Saint-Gervais-et-Saint-Protais de Soissons ;
- abbaye de Saint-Nicolas-aux-Bois et son prieuré, le Tortoir ;
- abbaye Saint-Vincent de Laon, abbaye Saint-Martin de Laon, chapelle des Templiers de Laon ;
- abbaye Notre-Dame de Longpont ;
- abbaye Saint-Jean-des-Vignes de Soissons ;
- ruines de l'abbaye de Vauclair ;
- les églises fortifiées de Thiérache, dont celle de Parfondeval Saint-Médard, abbaye de Saint-Michel-en-Thiérache ;
- chemin des Dames: la caverne du Dragon, le plateau de Californie, le fort de la Malmaison, la ferme d'Hurtebise, le monument des Basques, le vieux Craonne ;
- fantômes de Landowski à la Butte Chalmont d'Oulchy-le-Château ;
- familistère de Godin à Guise.

### Les manifestations festives, culturelles, commémoratives et sportives
Depuis 2020, le département est labellisé Terre de Jeux 2024, le label de Paris 2024 à destination des territoires, et accueillera le passage du Relais de la flamme
- Laon : Euromédiévales, Montée historique, Jazz'titudes, Couleurs d'Eté, Festival de Laon, Marché de Noël.
- Saint-Quentin : Fêtes du Bouffon, Foire au Boudin, Festival du Livre et de la B.D., Braderie de Saint-Quentin, Village de Noël, Saint-Quentin Plage.
- Coucy-le-Château : Son et Lumière Coucy à la Merveille, Les Seigneuriales, Les Automnales.
- Château-Thierry : Fêtes à Jean, Festival du Patrimoine vivant, Festival Jean-de-la-Fontaine, Spectacle de Rapaces.
- Guise : Fête du Travail au Familistère, Les Ducales de Guise.
- Saint-Michel-en-Thiérache : Festival de l'Abbaye.
- Hirson : Festival de l'Abbatiale, Transfrontalières.
- Liesse-Notre-Dame : Pèlerinage.
- La Capelle : Foire aux Fromages.
- Marle : Festival d'Histoire vivante.
- Soissons : Festival Soissons en Sc'Aisne, Fête du Haricot [14].
- Saint-Gobain : Festival des Vers Solidaires
- Chauny : Rock'N Festival
- Septmonts : Festival Pic'Arts.
- Mérlieux-et-Fouquerolles : Fête du Livre.
- Festieux : Plouckstock Festival
- Urcel : Festival Woodrock
- Berzy le Sec : Festival de musique Berzyk
- Festival de Musique en Omois.
- Festival des Cathédrales de Picardie.
- Rallye des Contes et Légendes en Thiérache.
- Jardins en Scène en Picardie.
- Picardie Mouv'.
- Journées Européennes du Patrimoine.
- Fête de la Musique.
- Fête du Cinéma.
- Fête du Travail du 1er mai.
- Fête Nationale du 14 juillet.
- Fêtes religieuses des différents cultes.
- Commémorations du Souvenir des Première et Seconde Guerres mondiales.

### Les résidences secondaires
En 2008, le département comptait 4,1 % de résidences secondaires. Ce tableau indique les principales communes de l'Aisne dont les résidences secondaires et occasionnelles dépassent 10 % des logements totaux.
Communes ayant plus de 10 % de résidences secondaires en 2008 :
| Ville                | Population municipale | Nombre de logements | Rés. secondaires | % rés. secondaires |
| -------------------- | --------------------- | ------------------- | ---------------- | ------------------ |
| Chamouille           | 0 0 0256              | 0 0 0628            | 0 0 0526         | 83,81 %            |
| Neuville-sur-Ailette | 0 0 0 086             | 0 0 0147            | 0 0 0110         | 74,86 %            |
| Berny-Rivière        | 0 0 0596              | 0 0 0653            | 0 0 0396         | 60,69 %            |
| Ressons-le-Long      | 0 0 0762              | 0 0 0393            | 0 0 0 090        | 22,90 %            |